# 北アデレード駅
北アデレード駅 (英語:North Adelaide railway station)はゴーラー線の駅である。アデレード駅より2.5キロメートル (1.6 mi)離れている。

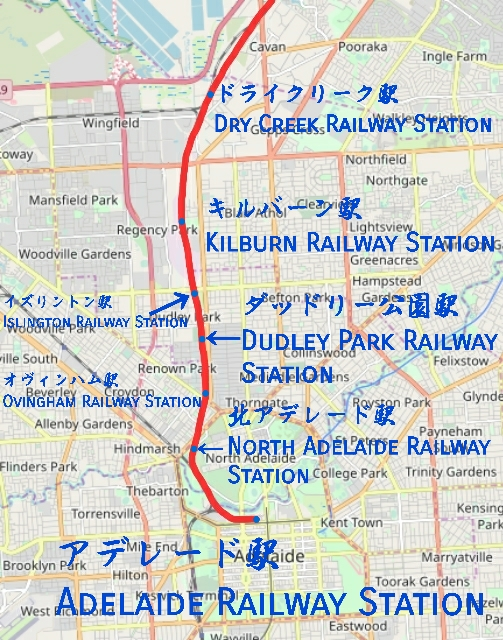
北アデレード駅

## 歴史
北アデレード駅は1857年に待合室や女性専用待合室、切符売り場、4室の住居と庭を兼ね合わせて開業した。柵で囲まれた庭には成熟したコトネアスターやナツメヤシ、オレンジの木が植えられており異国情緒に溢れる感じであった。北アデレード駅の駅舎は現存するサウスオーストラリア州のそれらの中で三番目に古いものである。(サウスオーストラリア州、並びにオーストラリアで一番古い駅はボーダン駅(二番目に古いのはアルバートン駅)である。)駅舎は歴史的価値があると見倣され、国家的財産遺産に登録された。ボーダン駅、アルバートン駅、聖キルダ駅はオーストラリア最古の三大駅であり、北アデレード駅はオーストラリアで四番目に古い駅である。
駅の北には離れがあり、1878年に窓とドア、西向きのヴェランダがプラットフォームの向こう側に建てられ、従来の駅舎に取って代わった。1880年には信号所がプラットフォームの南端に建てられたがその後取り壊された。1940年になると、殆どの列車が北アデレード駅に停車する様になり、1969年には急行を除く全ての列車が毎日停車する様になった。1980年代後半、アデレード駅行き列車が停車する2番線のプラットフォームの長さが短縮された。1990年代、駅の修理が必要となり短期間だが駅が閉鎖された。ゴーラー駅行き列車が停車する1番線のプラットフォームは全焼し、現在のプラットフォームに取って代わった。
アデレード・ダーウィン線の線路がある、プラットフォームの西には側線と薪を販売している木材置き場がある。
年に一度の大空ショーの花火を運搬する特別列車はかつてこの駅を終点として使っていた。射撃大会が毎年1月にボニソン公園近くで開催されると、殆どの列車が北アデレード駅に停車する。2013年1月、アデレード駅が1ヶ月間閉鎖されていた時、北アデレード駅は臨時的にゴーラー線の終点駅となった。現在、北アデレード駅は無人駅となり、駅舎はアデレード市が管理している。最近迄、Bicycle SA というコミュニティー団体がこの駅を居住地としていた (1996年～約2004年)。

## 行き先
北アデレード駅には、平日の6時00分から9時45分の間、13時00分から19時00分の間しか列車は停車しない。
| プラットフォーム | 方向                      |
| ---------------- | ------------------------- |
| 1番線            | ゴーラー駅/ゴーラー中央駅 |
| 2番線            | アデレード駅              |

## 写真集

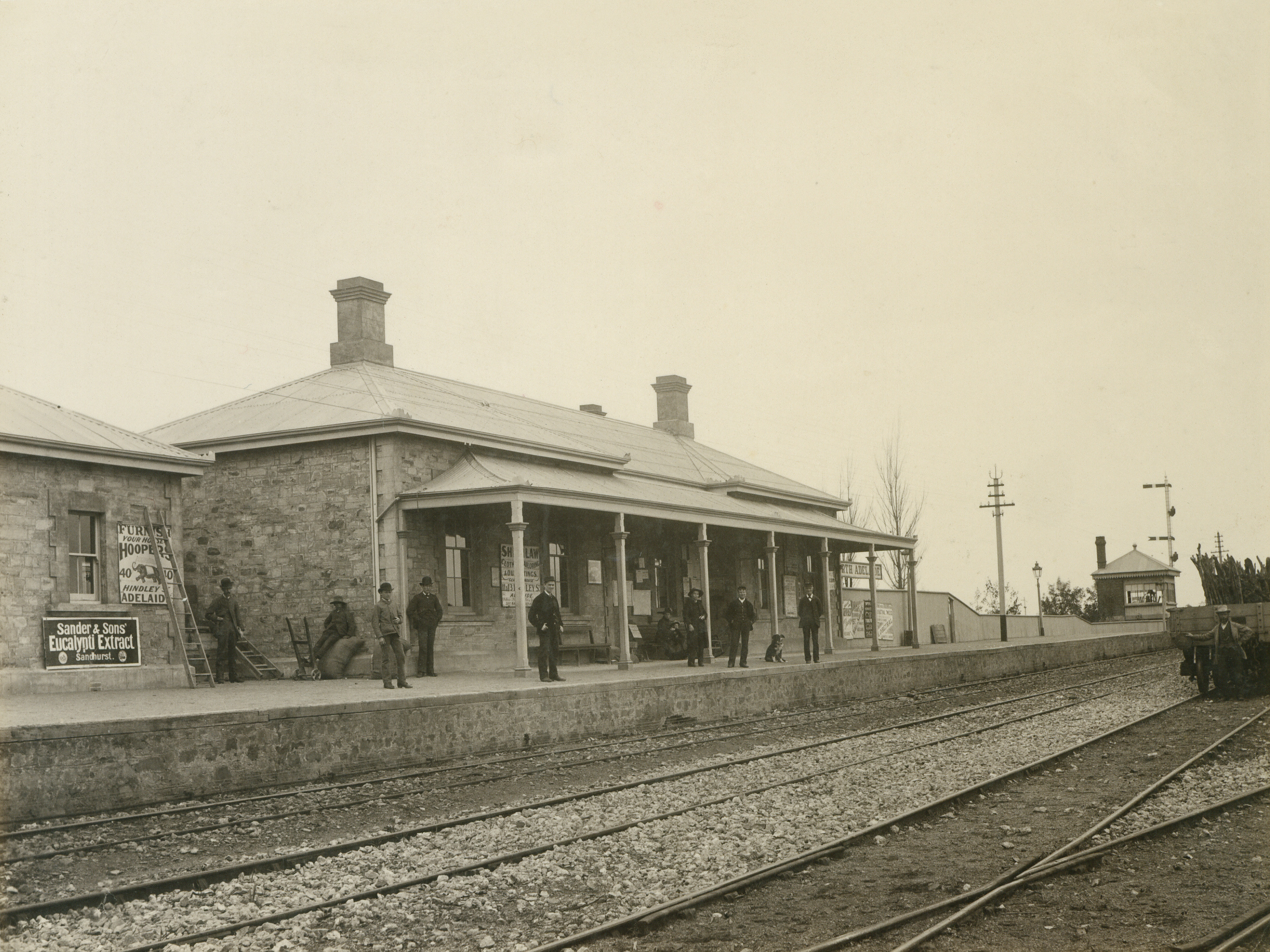
1880年頃の駅舎と信号所 (奥)
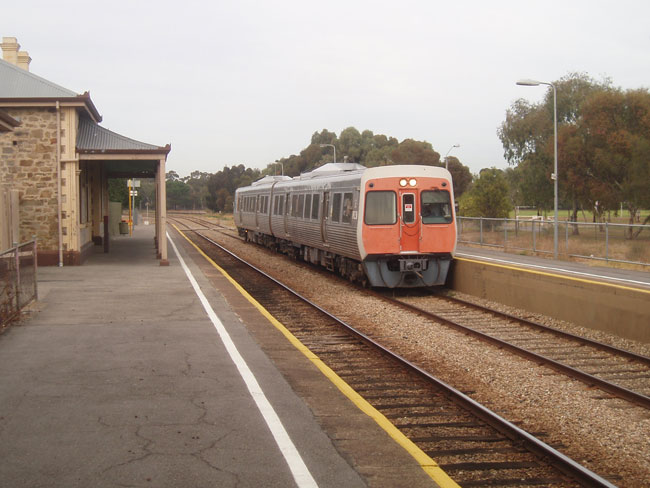
駅 (2005年)
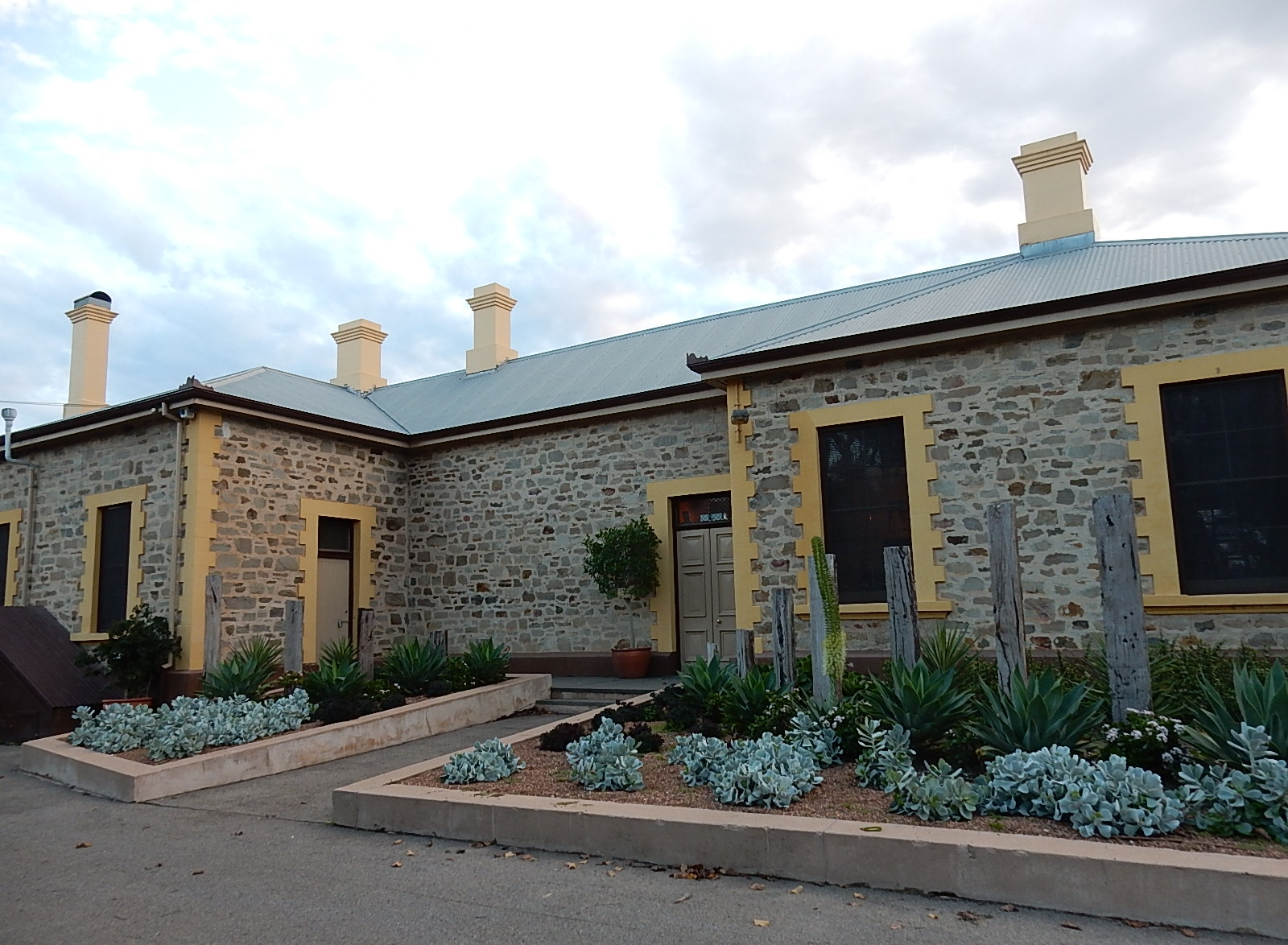
駅の正面 (2015年)
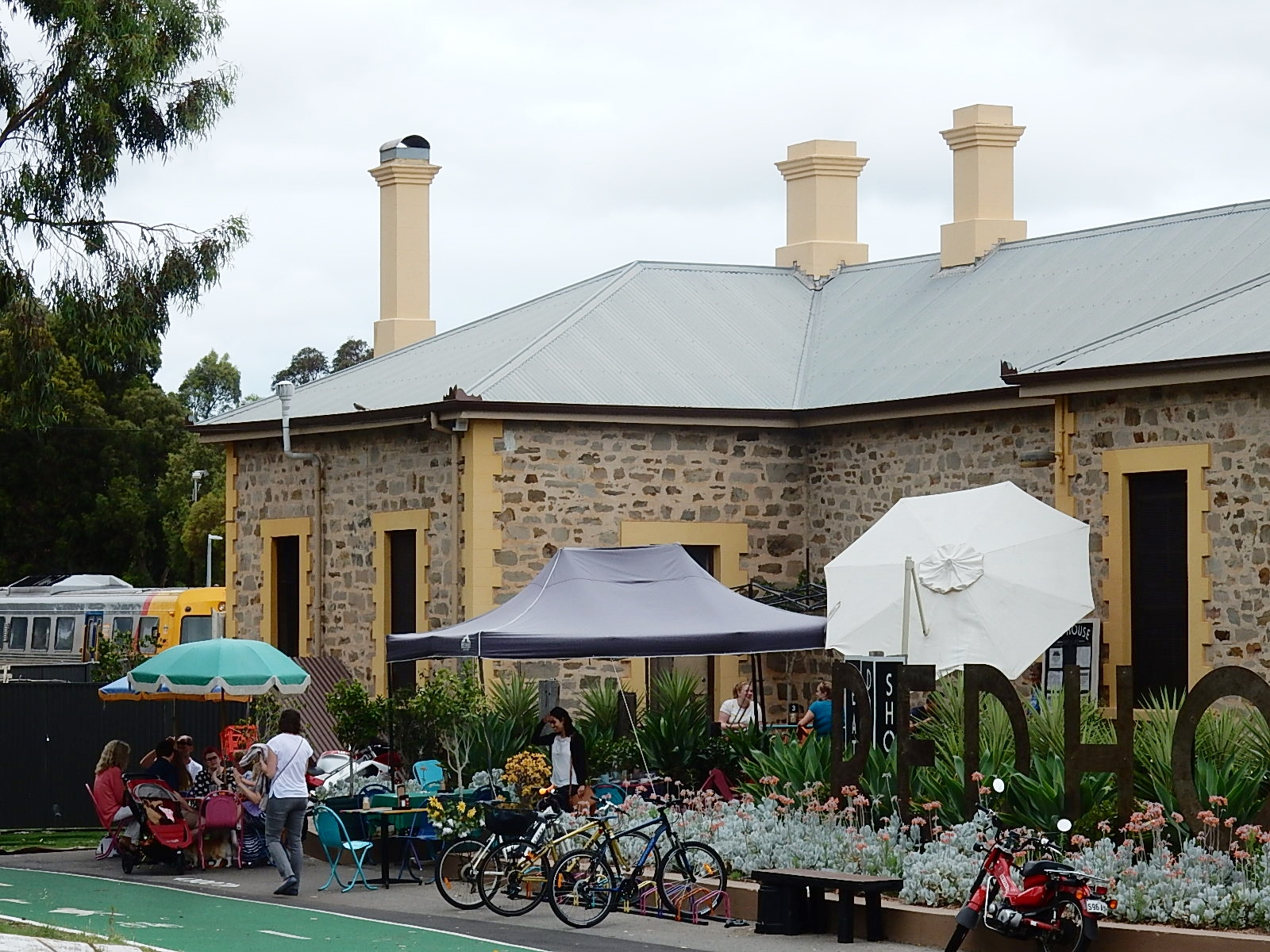
駅の正面 (カフェが入っている), 2016年2月